# 谢拉·朗格
谢拉·朗格（英語：Cierra Runge，1996年3月7日—）生于宾夕法尼亚州威彻斯特，是一名美国女子游泳运动员，主攻自由泳。谢拉的父亲斯科特曾在大学时从事足球运动；哥哥泰勒从事棒球运动；妹妹麦迪逊则同样从事游泳运动，参加过奥运选拔赛。她在4岁时观看悉尼奥运的比赛后，开始对游泳产生兴趣，不久后她便进入游泳课堂练习。